# جيم أورورك (محامي)
جيم أورورك (بالإنجليزية: Jim O'Rourke)‏ هو محامي أمريكي، ولد في 1 سبتمبر 1850 في بريدجبورت في الولايات المتحدة، وتوفي بنفس المكان في 8 يناير 1919.

## وصلات خارجية
- جيم أورورك على موقع دوري كرة القاعدة الرئيسي (الإنجليزية)
- جيم أورورك على موقعبيزبول رفرنس.كوم (الدوري الرئيسي) (الإنجليزية)
- جيم أورورك على موقعبيزبول رفرنس.كوم (الدوري الثانوي) (الإنجليزية)
- جيم أورورك على موقع جمعية أبحاث البيسبول الأمريكية (الإنجليزية)
- جيم أورورك على موقع إي إس بي إن.كوم (أم.أل.بي) (الإنجليزية)
- جيم أورورك على موقع مشجعي الرسوم البيانية (الإنجليزية)
- جيم أورورك على موقع قاعة مشاهير كرة القاعدة (الإنجليزية)